# فوکشان
شهر فوکشان (به رومانیایی: Focşani) در شهرستان ورنچه در کشور رومانی واقع شده‌است. جمعیت این شهر ۱۰۳٬۲۱۹ نفر است. در ارتفاع ۵۵ متر از سطح دریا واقع شده‌است.